# Jewhen Nemodruk
Jewhen Anatolijowycz Nemodruk (ukr. Євген Анатолійович Немодрук, ros. Евгений Анатольевич Немодрук, Jewgienij Anatoljewicz Niemodruk; ur. 29 kwietnia 1972 w Odessie) – ukraiński piłkarz, grający na pozycji bramkarza, trener piłkarski.

## Kariera piłkarska

### Kariera klubowa
Wychowanek SDJuSzOR Czornomoreć Odessa. W 1990 rozpoczął karierę piłkarską w drużynie rezerw Czornomorca Odessa, a w 1994 rozegrał 2 mecze w podstawowej jedenastce. W sezonie 1995/96 bronił barw Nywy Winnica, a w następnym sezonie 1996/97 Portowyka Iljiczewsk. W sezonie 1998/99 występował w klubie Sheriff Tyraspol. W 1999 wyjechał do Bułgarii, gdzie został piłkarzem CSKA Sofia, a potem Slawii Sofia. Zimą 2003 powrócił do Ukrainy, gdzie występował w klubach Systema-Boreks Borodzianka i Krywbas-2 Krzywy Róg. W następnym roku wyjechał do Wietnamu, gdzie zakończył karierę piłkarską w zespole Đồng Tháp F.C.

## Kariera trenerska
W sezonie 2004/05 pracował jako trener bramkarzy w klubie Dnister Owidiopol. Potem trenował dzieci w SDJuSzOR Czornomoreć Odessa. Od stycznia 2008 pomaga trenować bramkarzy w młodzieżowej drużynie Czornomorca Odessa.

## Sukcesy i odznaczenia

### Sukcesy klubowe
- brązowy medalista Mistrzostw Ukrainy: 1994
- zdobywca Pucharu Ukrainy: 1994